# Норма витрат
Норма витрат — це гранично допустима величина витрат на виготовлення продукції за умов конкретного виробництва із врахуванням застосування найпрогресивнішої технології та сировини вищого ґатунку. За своїм змістом норма витрати є орієнтовною (середньою) величиною. Її не можна ототожнювати з фактичними витратами ресурсів. Це орієнтир, який допомагає дізнатися, наскільки раціонально та ефективно витрачаються ресурси суб’єкта господарювання.
При цьому до норми витрат матеріалів не включають:
- відходи та втрати, викликані відступами від установлених технологічних процесів та організації виробництва/постачання (наприклад, втрати матеріалу у процесі транспортування та зберігання);
- відходи та втрати, викликані відступами від передбаченого асортименту, порушенням вимог стандартів і технічних умов;
- витрату сировини і матеріалів, пов’язаних із браком, випробуванням зразків, ремонтом будівель та обладнання, виготовленням оснащення, інструменту, засобів механізації та автоматизації, наладкою обладнання, упакуванням готової продукції.

## Історія
10 лютого 1998 року наказом Міністерства транспорту України "Про затвердження норм витрат палива і мастильних матеріалів на автомобільному транспорті" було  затверджено норми витрат палива і мастильних матеріалів на автомобільному транспорті.

Норми витрати палива, затверджені Міністерством транспорту, розробляються в лабораторних умовах експлуатації машин. В реальній роботі ці норми можуть значно відрізнятися від фактичних витрат, особливо це стосується технологічного транспорту та машин, що експлуатуються на пересіченій місцевості .

## Методи розробки норм
У практиці нормування витрат матеріалів використовують три основні методи встановлення норм:
1) розрахунково-аналітичний;
2) дослідно-виробничий;
3) звітно-статистичний.
Розрахунково-аналітичний метод базується на подетальному розрахунку витрат матеріалів. За основу, при цьому, беруть корисну витрату матеріалу. Її встановлюють за номінальними розмірами деталі з урахуванням середньої величини допуску на розмір.
Дослідно-виробничий метод застосовують, коли неможливо провести прямі технічні розрахунки норм з необхідною точністю. За ним норми встановлюють на підставі дослідних вимірів корисної витрати, технологічних відходів та втрат матеріалів у лабораторних або безпосередньо у виробничих умовах.
За допомогою звітно-статистичного методу норми вводять на черговий плановий проміжок часу за звітно-статистичними даними про фактичну питому витрату матеріалів за минулий період.

## Класифікація норм витрат
Норми витрат матеріальних ресурсів класифікують за такими ознаками: періодом дії, масштабами застосування, ступенем деталізації об'єкта нормування, ступенем деталізації номенклатури матеріалів, призначенням.
За періодом дії розрізняють норми:
- перспективні, що враховують прогресивні напрями у використанні сировини, матеріалів протягом кількох років;
- річні, що визначають середньорічні витрати матеріальних ресурсів;
- поточні, які пов'язані з конкретним технологічним процесом в обмеженому календарному періоді.

За масштабом застосування розрізняють норми індивідуальні, що застосовуються для виготовленні окремого виду продукції, і групові - для окремих видів продукції.
За ступенем деталізації об'єкта нормування розрізняють такі норми витрат матеріальних ресурсів: на одиницю готової продукції, на вузол, на деталь.
За ступенем деталізації номенклатури матеріалів розрізняють норми специфіковані (на вид ресурсів за конкретними їх параметрами) і зведені (на вид ресурсів зі звуженою номенклатурою).
За призначенням застосовують норми витрат окремих видів матеріальних ресурсів — сировини, основних матеріалів, палива, енергії тощо. 

## Приклад норми витрат для автомобілів
Для автомобілів існують такі види норм витрат палива:
- базова лінійна норма на пробіг автомобіля — на 100 км;
- норма на виконання транспортної роботи (враховує додаткові витрати палива при русі автомобіля з вантажем) — на 100 тонно-кілометрів;
- норма на одну тонну спорядженої маси Hg;
- норма на перевезення з вантажем (враховує збільшення витрат палива, пов'язане з маневруванням та виконанням операцій завантаження і розвантаження) — на одну їздку;
- норма на пробіг при виконанні спеціальної роботи — на 100 км;
- норма на роботу спеціального обладнання, встановленого на автомобілях, — на годину або на виконану операцію;
- базова норма на роботу автономного (незалежного) обігрівача — на одну годину його роботи.